# Auctores octo
Auctores octo o Auctores octo morales (llatí) és un recull de vuit llibres de diversos autors i èpoques, tots ells amb un component comú: la moral. Aquest recull es va confegir durant la baixa edat mitjana amb tal èxit que als segles XV i XVI els escolars tenien el deure de llegir-los, era un material per l'aprenentatge metodològic d'aquell temps. Les obres van ser escrites per diversos autors i van ser publicades a Lió. La primera impressió data del 1485.
Aquestes obres estaven pensades per a l'ensenyament amb un punt de vista humanístic. Els textos estaven escrits en vers i el seu aprenentatge s'havia de fer de cor, és a dir, els alumnes se'ls havien d'aprendre sencers. Estaven escrits en llatí, la qual cosa permetia el seu aprenentatge i la memorització del contingut gràcies, també, a la mètrica.El seu contingut a més de moral era religiós i inculcava sobre les maneres, combinat això sí, amb la poesia.
Els llibres eren: 
- Distica Catonis d'un autor conegut amb el nom de Dionisi Cató.
- Facetus o Liber Faceti Docens Mores Iuvenum Theodoli libellus, que es creu que també va ser escrit per Dionisi Cató.
- Pseustis et Alithia, de Godescalc d'Orbais, una discussió en vers llatí entre la veritat i la mentida, que resol finalment la raó.
- De contemptu mundi ('Sobre el menyspreu del món'), de Bernat de Cluny o de Morlaix.
- Liber Floretus, atribuït a Bernat de Cluny o a Bernardo de Sedirac.
- Doctrinale altum parabolarum d'Alain de Lille.
- Thobiae gesta de Mateu de Vendôme, una exegesi en dístics elegíacs del Llibre de Tobies.
- Fabullae Esopii ('Faules d'Isop') de Gautier l'anglès o Gualterus Anglicus.[2]

| Exemple d'una estrofa en llatí del Llibre Distica Catonis de Cató: | Explicació |
| --- | --- |
| Deo supplica. Parents ama. Cognatos cole. Datum serua. Foro parce. Cum bonis ambula. Antequam uoceris, ne acceseris. Mundus esto. Saluta libenter. Maiori condede. Magistratum metue. Verecundiam serua. Rem tuam custodi. Diligentiam adhibe. Familiam cura. Mutuum da. Cui des, uideto. Conuiuare raro. Quod satis est, dormi. | En aquesta estrofa queda reflectit tot allò que ha de ser moralment correcte, com si es tractés de la taula dels manaments de Déu, tots els manuscrits estan basats en la religió, en aquest s'observa talment com en els manaments què s'ha de fer i què no: Pregar a déu; estimar els pares; no ser ambiciós; ser polit; no ser un desvergonyit; saber saludar; ser conscient del perill; tenir cura de la família, entre d'altres incomptables instruccions que s'hi poden trobar al llarg de tot el llibre. El llibre Distica Catonis, dels vuit, va ser un dels més utilitzats per a l'ensenyament a l'edat mitjana que va perdurar fins a finals del segle xvi, mentre que els altres van anar quedant en desús, aquest va perviure molt més temps. |